# Záměsová voda
Záměsová voda je jednou z hlavních složek při výrobě betonu, malty, sádry, popřípadě keramiky a keramických obkladů. 

## Záměsová voda a beton
Voda po smíchání s cementem tvoří cementovou pastu, která v betonu slouží jako pojivo. Má v čerstvém betonu dvě funkce (spolupodílí se na hydrataci a ovlivňuje jeho zpracovatelnost). Množství vody v prostém betonu by mělo tvořit něco okolo 7,7 %; zbytek je kamenivo (75 %), cement (13,4 %), příměsi (3,4 %) a přísady (0,1 %). Větší množství přidané záměsové vody může způsobit:
- větší počet pórů a kapilár
- nižší pevnost betonu
- menší odolnost vůči vlivům prostředí.

Kritéria pro záměsovou vodu jsou stanoveny v souladu s požadavky normy ČSN EN 1008 – Záměsová voda do betonu.